# Vladimír Hrivnák
Vladimír Hrivnák (ur. 23 kwietnia 1945 w Bańskiej Bystrzycy, zm. 20 października 2014 w Bratysławie) – słowacki piłkarz, występujący na pozycji prawego obrońcy, trener. Zawodnik Slovana Bratysława, reprezentant Czechosłowacji.

## Kariera piłkarska
Vladimír Hrivnák karierę piłkarską rozpoczął w 1958 roku w juniorach TJ Jacovce. Następnie w latach 1959–1960 reprezentował barwy juniorów TS Topoľčany, a w latach 1960–1966 grał ponownie w juniorach TJ Jacovce oraz w latach 1966–1969 w Iskrze Partizánske.
Profesjonalną karierę rozpoczął w 1965 roku w Slovanie Bratysława, w którym grał do końca kariery w 1973 roku. Z tym klubem zdobył mistrzostwo Czechosłowacji (1970), Puchar Czechosłowacji (1968), Puchar Zdobywców Pucharów (1969) oraz czterokrotnie Puchar Intertoto (1968, 1970, 1972, 1973). Łącznie w lidze czechosłowackiej rozegrał 139 meczów i strzelił 1 bramkę.

### Statystyki i przebieg kariery klubowej
| Sezon                              | Klub                               | Rozgrywki                          | Mecze | Bramki |
| ---------------------------------- | ---------------------------------- | ---------------------------------- | ----- | ------ |
| 1965/1966                          | Slovan Bratysława                  | I liga czechosłowacka              | 4     | 0      |
| 1966/1967                          | Slovan Bratysława                  | I liga czechosłowacka              | 7     | 0      |
| 1967/1968                          | Slovan Bratysława                  | I liga czechosłowacka              | 7     | 0      |
| 1968/1969                          | Slovan Bratysława                  | I liga czechosłowacka              | 22    | 0      |
| 1969/1970                          | Slovan Bratysława                  | I liga czechosłowacka              | 29    | 0      |
| 1970/1971                          | Slovan Bratysława                  | I liga czechosłowacka              | 27    | 0      |
| 1971/1972                          | Slovan Bratysława                  | I liga czechosłowacka              | 27    | 0      |
| 1972/1973                          | Slovan Bratysława                  | I liga czechosłowacka              | 17    | 1      |
| Łącznie w I lidze czechosłowackiej | Łącznie w I lidze czechosłowackiej | Łącznie w I lidze czechosłowackiej | 139   | 1      |

## Kariera reprezentacyjna
Vladimír Hrivnák w reprezentacji Czechosłowacji zadebiutował dnia 14 września 1969 roku na Letenský Stadion w Pradze w meczu kwalifikacyjnym do mistrzostw świata 1970 przeciwko reprezentacji Węgier, zastępując w 46. minucie Františka Plassa. Z reprezentacją awansował na mistrzostwa świata 1970 w Meksyku. Ostatni mecz w reprezentacji rozegrał dnia 8 kwietnia 1972 roku na stadionie Za Lužánkami w Brnie, gdzie jego reprezentacja zmierzyła się towarzysko z reprezentacją Austrii i zakończył się zwycięstwem czechosłowackiej drużyny 2:0. Łącznie w reprezentacji Czechosłowacji rozegrał 13 meczów.
| Reprezentacja narodowa | Rok     | Występy | Gole |
| ---------------------- | ------- | ------- | ---- |
| Czechosłowacja         |         |         |      |
| 1969                   | 2       | 0       |      |
| 1970                   | 3       | 0       |      |
| 1971                   | 7       | 0       |      |
| 1972                   | 1       | 0       |      |
| Łącznie                | Łącznie | 13      | 0    |

## Kariera trenerska
Vladimír Hrivnák po zakończeniu kariery piłkarskiej został trenerem. Prowadził kluby: DAC Dunajská Streda (1978–1981), ZŤS Košice (1982), Inter Bratysława (1988), DAC Dunajská Streda (1991–1992), Matador Púchov (1994–1996) i ŠKP Bratislava (1996–1997).

## Sukcesy

### Slovan Bratysława
- Mistrzostwo Czechosłowacji: 1970
- Puchar Czechosłowacji: 1968
- Puchar Zdobywców Pucharów: 1969
- Puchar Intertoto: 1968, 1970, 1972, 1973